# Calle de la Paz (Vitoria)
La calle de la Paz es una vía pública de la ciudad española de Vitoria.

## Historia y descripción

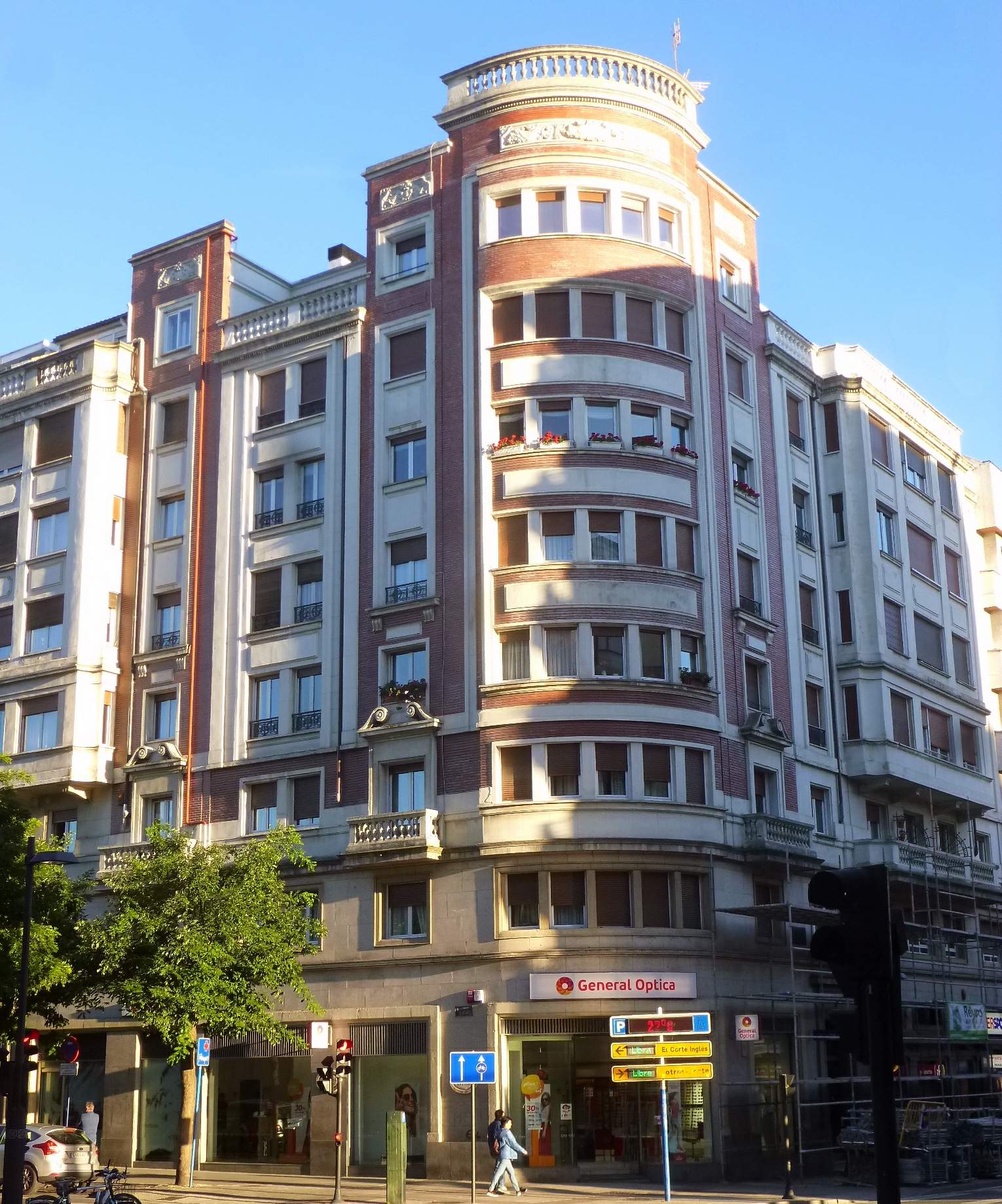
Cruce con Olaguíbel

En sus orígenes, formaba parte de la Ronda del Mediodía, cuya segunda sección integraba, pero en 1881 pasó a ser la calle del Mercado. Discurre desde donde la de la Independencia —antes conocida como de Barreras— desemboca en la plaza de Nuestra Señora de los Desamparados hasta concluir en la confluencia del portal del Rey, la calle de Francia y la avenida de Santiago. Se conocería como calle de Bélgica entre 1919 y 1929, año en que adquirió la denominación que mantiene en la actualidad. Tiene cruces con las calles de Jesús Guridi, de Postas y de Olaguíbel.
La cárcel celular, construida según los planos del vitoriano Martín de Saracíbar, estaba sita en el número cuatro de la calle. También da a ella la fachada del otrora conocido como hospital civil, en la actualidad hospital de Santiago. Tuvo sede en la calle, asimismo, el Liceo vitoriano, frecuentado por figuras como Francisco Juan de Ayala, Ladislao de Velasco y Ramón Ortiz de Zárate. A lo largo de la historia, ha habido en ella salas de cine, cafés y restaurantes. En la actualidad, dan a la calle las fachadas de dos centros comerciales, El Corte Inglés y Dendaraba.